# Mackinlaya schlechteri
Mackinlaya schlechteri là một loài thực vật có hoa trong họ Hoa tán. Loài này được (Harms) Philipson mô tả khoa học đầu tiên năm 1951.